# Nazionale femminile di calcio dell'Irlanda del Nord
La nazionale di calcio femminile dell'Irlanda del Nord è la rappresentativa calcistica femminile internazionale dell'Irlanda del Nord, gestita dalla locale federazione calcistica (IFA).
In base alla classifica emessa dalla FIFA il 15 marzo 2024, risulta occupare il 46º posto del FIFA/Coca-Cola Women's World Ranking.
Come membro dell'UEFA partecipa a vari tornei di calcio internazionali, come al Campionato mondiale FIFA, Campionato europeo UEFA, ai Giochi olimpici estivi e ai tornei a invito come l'Algarve Cup o la Cyprus Cup. Il miglior risultato raggiunto è la partecipazione alla fase finale del campionato europeo 2022, concluso con l'eliminazione al termine della fase a gironi.

## Storia

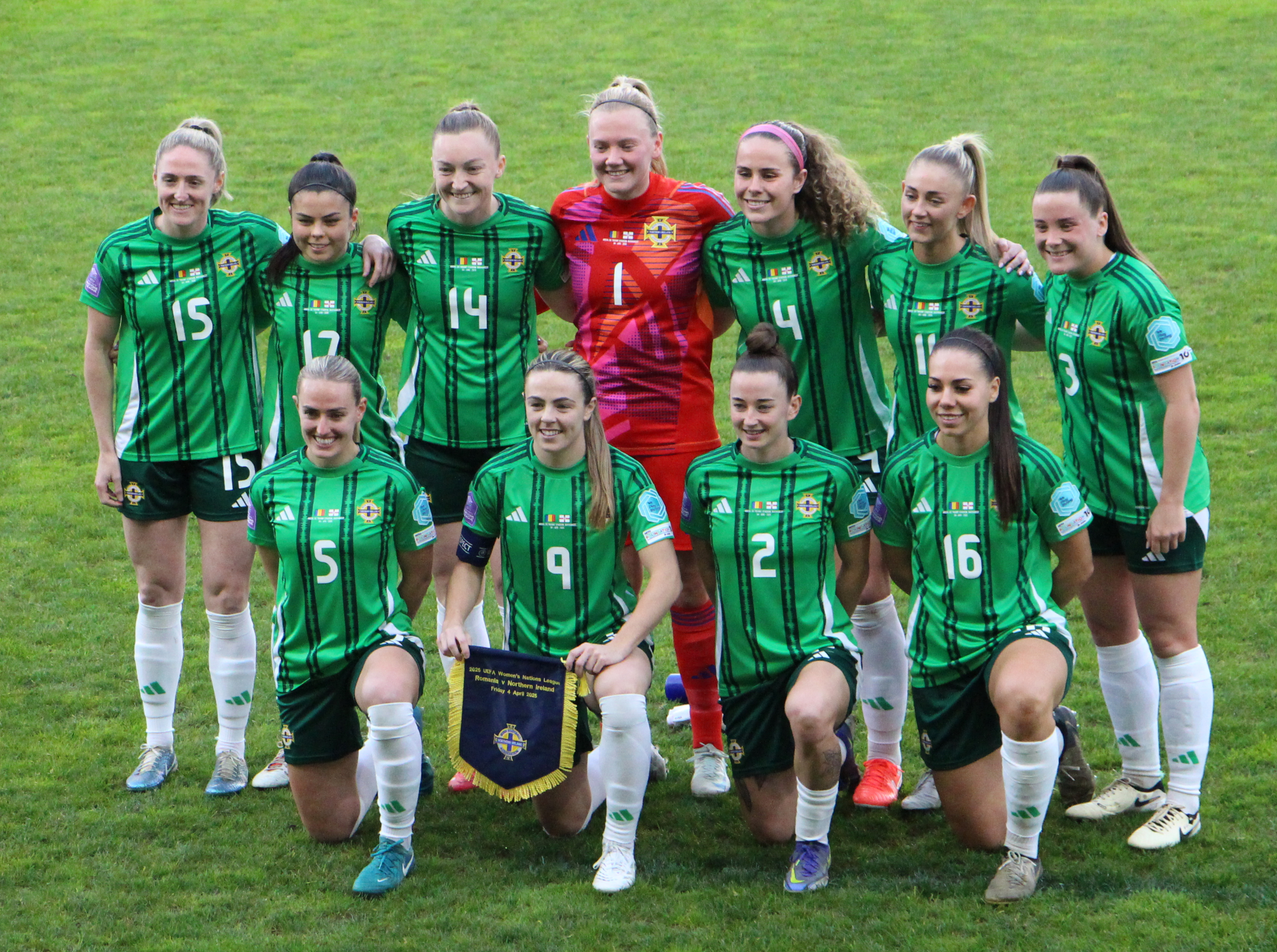
Formazione della nazionale per la partita dell'4 aprile 2025 contro la.

Le prime partite disputate da una nazionale femminile nordirlandese risalgono ai primi anni settanta, con una prima sconfitta il 7 settembre 1973 a Bath per 5-1 contro l'Inghilterra. L'anno dopo arrivò una sconfitta per 11-1 in Scozia. Negli anni successivi la nazionale disputò partite amichevoli contro Inghilterra, Scozia e Irlanda. Nel giugno 1979 prese parte alla Coppa Europa per Nazioni, organizzata in Italia: affrontò Italia e Norvegia, perdendo entrambe le partite per 4-1.
Nel 1982 iniziarono le qualificazioni al campionato europeo 1984 e l'Irlanda del Nord venne inserita nel girone delle Isole britanniche, perdendo tutte e sei le partite contro Inghilterra, Scozia e Irlanda. Nelle qualificazioni al campionato europeo 1987 il girone e l'esito furono li stessi e arrivò anche una sconfitta per 0-10 contro le inglesi. Dopo aver saltato l'edizione successiva, partecipò alle qualificazioni al campionato europeo 1991, perdendo tutte e quattro le partite contro Paesi Bassi e Irlanda. Non prese parte alle successive cinque edizioni, tornando per le qualificazioni al campionato europeo 2009: dopo aver vinto il gruppo A1 del turno preliminare, concluse all'ultimo posto il gruppo 1 della fase a gironi, conquistando un solo punto grazie al pareggio all'ultima partita contro la Bielorussia. Nel 2007 aveva partecipato per la prima volta alle qualificazioni al campionato mondiale, senza, però, ottenere risultati di rilievo.
Alle qualificazioni al campionato europeo 2022 la nazionale nordirlandese concluse il proprio girone al secondo posto alle spalle della Norvegia, accedendo così ai play-off. Sorteggiata contro l'Ucraina, l'Irlanda del Nord vinse la gara d'andata in trasferta per 2-1. Quattro giorni dopo, il 13 aprile 2021, le nordirlandesi vinsero a Belfast 2-0, conquistando così l'accesso alla fase finale del campionato europeo 2022, prima volta nella loro storia in una fase finale di un torneo internazionale. Il campionato europeo si è concluso con l'eliminazione al termine della fase a gironi, avendo perso tutte e tre le partite del girone A contro la Norvegia, l'Austria e le padrone di casa dell'Inghilterra.

## Partecipazione ai tornei internazionali
Legenda: Grassetto: Risultato migliore, Corsivo: Mancate partecipazioni

## Tutte le rose

### Europei
Campionato d'Europa UEFA 20221 Burns, 2 McKenna, 3 Vance, 4 McFadden, 5 Nelson, 6 Hutton, 7 McCarron, 8 Callaghan, 9 Magill, 10 Furness, 11 K. McGuinness, 12 Flaherty, 13 Burrows, 14 Wade, 15 Holloway, 16 Caldwell, 17 Rafferty, 18 McDaniel, 19 Wilson, 20 Andrews, 21 C. McGuinness, 22 Magee, 23 Turner, CT: Shiels

## Rosa
Lista delle 23 giocatrici convocate dal selezionatore Kenny Shiels in occasione dell'amichevole con l'Italia in programma il 15 novembre 2022. Presenze e reti al momento delle convocazioni.
|  | P | Jacqueline Burns    | 6 marzo 1997 (25 anni)      | 43  | 0  | Reading            |  |  |
|  | P | Shannon Turner      | 8 settembre 1997 (25 anni)  | 0   | 0  | Wolverhampton      |  |  |
|  |   |                     |                             |     |    |                    |  |  |
|  | D | Kelsie Burrows      | 22 febbraio 2001 (21 anni)  | 10  | 0  | Cliftonville       |  |  |
|  | D | Rebecca Holloway    | 25 agosto 1995 (27 anni)    | 14  | 3  | Racing Louisville  |  |  |
|  | D | Abbie Magee         | 15 novembre 2000 (21 anni)  | 11  | 0  | Cliftonville       |  |  |
|  | D | Sarah McFadden      | 23 maggio 1987 (35 anni)    | 94  | 7  | Durham             |  |  |
|  | D | Rebecca McKenna     | 13 aprile 2001 (21 anni)    | 24  | 2  | Lewes              |  |  |
|  | D | Julie Nelson        | 4 giugno 1985 (37 anni)     | 129 | 9  | Crusaders Strikers |  |  |
|  | D | Demi Vance          | 2 maggio 1991 (31 anni)     | 80  | 4  | Leicester City     |  |  |
|  |   |                     |                             |     |    |                    |  |  |
|  | C | Toni-Leigh Finnegan | 16 ottobre 2002 (19 anni)   | 7   | 0  | Cliftonville       |  |  |
|  | C | Nadene Caldwell     | 24 gennaio 1991 (31 anni)   | 71  | 2  | Glentoran          |  |  |
|  | C | Joely Andrews       | 30 aprile 2002 (20 anni)    | 9   | 1  | Glentoran          |  |  |
|  | C | Chloe McCarron      | 22 dicembre 1997 (24 anni)  | 27  | 1  | Glentoran          |  |  |
|  | C | Marissa Callaghan   | 2 settembre 1985 (37 anni)  | 77  | 9  | Cliftonville       |  |  |
|  | C | Louise McDaniel     | 24 maggio 2000 (22 anni)    | 10  | 1  | Cliftonville       |  |  |
|  | C | Fi Morgan           | 24 agosto 2003 (19 anni)    | 0   | 0  | Cliftonville       |  |  |
|  | C | Caragh Hamilton     | 18 ottobre 1996 (25 anni)   | 29  | 5  | Glentoran          |  |  |
|  |   |                     |                             |     |    |                    |  |  |
|  | A | Caitlin McGuinness  | 30 agosto 2002 (20 anni)    | 15  | 1  | Cliftonville       |  |  |
|  | A | Kirsty McGuinness   | 4 novembre 1994 (27 anni)   | 62  | 14 | Cliftonville       |  |  |
|  | A | Lauren Wade         | 22 novembre 1993 (28 anni)  | 44  | 7  | Glentoran          |  |  |
|  | A | Emily Wilson        | 26 agosto 2001 (21 anni)    | 15  | 1  | Crusaders Strikers |  |  |
|  | A | Kerry Beattie       | 29 settembre 2002 (19 anni) | 7   | 1  | Glentoran          |  |  |
|  | A | Danielle Maxwell    | 9 aprile 2002 (20 anni)     | 6   | 0  | Cliftonville       |  |  |